# Algemesí (stacja kolejowa)
Algemesí (hiszp. Estación de Algemesí) – stacja kolejowa w miejscowości Algemesí, we wspólnocie autonomicznej Walencja, w Hiszpanii.
Jest obsługiwana przez pociągi linii C-2 Cercanías Valencia i Media Distancia przewoźnika Renfe.

## Położenie stacji
Znajduje się na linii kolejowej Madryt – Walencja w km 81,5, na wysokości 23,32 m n.p.m..

## Historia
Stacja została otwarta w dniu 1 maja 1853 wraz z otwarciem odcinka linii Alzira-Benifaió, która połączyła  Walencję i Xativa. Prace zostały przeprowadzone przez Compañía del Ferrocarril de Játiva a El Grao de Valencia. Później zmieniono nazwę firmy na Compañía del Ferrocarril de El Grao de Valencia a Almansa, a następnie na Sociedad de los Ferrocarriles de Almansa a Játiva y a El Grao de Valencia, aż w końcu, w 1862 roku przyjęto już ostateczną nazwę, a więc najbardziej znane: Sociedad de los Ferrocarriles de Almansa a Valencia y Tarragona (AVT). W 1941 roku, po nacjonalizacji kolei w Hiszpanii stacja stała się częścią nowo utworzonego RENFE.
Od 31 grudnia 2004 infrastrukturą kolejową zarządza Adif.
W 2011 roku stacja została zmodernizowana.

## Linie kolejowe
- Madryt – Walencja